# Angels Advocate Tour
A turnê Angels Advocate Tour foi a sétima turnê da cantora americana Mariah Carey, em seu décimo segundo álbum de estúdio, Memoirs of an Imperfect Angel. A turnê passou pela América do Norte, América do Sul, África e Ásia.

## Composição
Depois de promover os concertos promocionais no The Pearl Concert Theater, rumores circularam na mídia que Mariah estaria se preparando para uma nova turnê. Em Dezembro de 2009, a turnê foi oficialmente anunciada no site oficial da cantora e também em seu perfil no Twitter sob o título de  "Angels' Advocate Tour". O nome da turnê está ligado ao álbum de remixes Angels Advocate cancelado posteriormente. Foram confirmadas as datas para os EUA, Canadá e um concerto privado no Egito. Embora a cantora queria visitar também o Reino Unido e a Austrália no mesmo ano mas ambos os países foram cancelados da turnê.

## Abertura
Mariah iniciava o show com Butterfly intro, descendo de uma balança até o centro do palco cantando Dreamlover.
- Evento de Ano Novo: RydaznRtist, Trey Songz, DJ Suss[5]
- América do Norte: RydaznRtist, DJ Suss

## Repertório
| 1. "Butterfly" (Instrumental Introduction)" 2. "Daydream Interlude"(Fantasy Sweet Dub Mix) 3. "All I Want for Christmas is You"(So So Def Remix) (Datas Selecionadas) 4. "Shake It Off" 5. "Touch My Body" 6. "Don't Forget About Us" 7. "Fly Like a Bird" 8. "Make It Happen" 9. "Angels Cry" 10. "Always be my Baby 11. "Subtle Invitation" ( Datas selecionadas) 12. "It's Like That" 13. "The Impossible" 14. "Rock With You" (Permorfada por Trey Lorenz ) 15. "Love Hangover"/"Heartbreaker" 16. "Fantasy"(Remix) (Datas Selecionadas) 17. "Honey" 18. "My All" 19. "Emotions (Datas Selecionadas) 20. "More Than Just Friends" (Noite de Abertura) 21. "Obsessed" 22. "Up Out My Face (Datas Selecionadas) 23. "We Belong Together" 24. "Hero" Notas Adicionais: 1. "H.A.T.E.U."(Noite De Abertura) 2. "Auld Lang Syne"(Noite De Arbetura) 3. "It's a Wrap"(Datas Selecionadas) 4. "Up Out My Face"(Datas Selecionadas) 5. "Dreamlover"(Datas Selecionadas) 6. "I'll Be There"com Trey Lorenz(Datas Selecionadas) 7. "I Still Believe"(Apenas no Brasil) 8. "One Sweet Day"(Singapura Somente) 9. "Emotions"(Datas Selecionadas) 10. "Without You"(Egito Apenas) 11. "I Want to Know What Love Is"(Brasil Apenas). |

Mudanças nos concertos do EUA
- Quando o concerto oficialmente começou em 15 de Janeiro, Mariah Carey removeu "H.A.T.E.U." e "Always Be My Baby", trocando as canções por  "Fly Like a Bird" e "Up Out My Face" respectivamente.
- Em 4 de Fevereiro, "It's a Wrap", "Emotions", and "Up Out My Face" foram removidas e substituídas por "Emotions".
- "Emotions" não foi cantada no segundo concerto em Chicago, sendo substituída por "Hero".
- "Always Be My Baby" foi substituída por "Subtle Invitation" desde o show em Boston em 30 de Janeiro.
- Em 9 de Fevereiro no teatro Air Canada Centre em Toronto, Mariah cantou a música 100%, originalmente composta para ser o tema do filme Precious em que ela também atua. A performance foi filmada e serviu como videoclipe promocional da canção que agora é o tema das Olimpíadas de Inverno de 2010.

### Brasil
Em 21 de Agosto de 2010 com audiência de 50.000 pessoas.
1. "Butterfly Intro/Daydream Interlude"
2. "Shake It Off"
3. "Touch My Body"
4. "My All"
5. "Always Be My Baby"
6. "It's Like That"
7. "I Still Believe (Internet/Pedidos dos fãs)
8. "Make it Happen"
9. "Love Hangover" / "Heartbreaker"
10. "Dreamlover"
11. "I'll Be There" (with Trey Lorenz)
12. "Rock With You" (cantada por Trey Lorenz)
13. "Obsessed"
14. "We Belong Together"
15. "Hero"
16. "I Want to Know What Love Is" (Cantada especialmente pelas 27 semanas que a canção passou em primeiro lugar no país)[6]

## Datas da Turnê
| Data                    | Cidade           | País             | Local                                                  |
| América do Norte        | América do Norte | América do Norte | América do Norte                                       |
| ----------------------- | ---------------- | ---------------- | ------------------------------------------------------ |
| 31 de Dezembro de 2009  | New York City    | Estados Unidos   | Madison Square Garden                                  |
| 2 de Janeiro de 2010    | Atlantic City    | Estados Unidos   | The Borgata Events Center                              |
| 15 de Janeiro de 2010   | ashantucket      | Estados Unidos   | MGM Grand at Foxwoods\|MGM Grand Theatre]              |
| 16 de Janeiro de 2010   | ashantucket      | Estados Unidos   | MGM Grand at Foxwoods\|MGM Grand Theatre]              |
| 19 de Janeiro de 2010   | Atlanta          | Estados Unidos   | Fox Theatre                                            |
| 21 de Janeiro de 2010   | Hollywood        | Estados Unidos   | Hard Rock Live                                         |
| 25 de Janeiro de 2010   | Detroit          | Estados Unidos   | Fox Theatre                                            |
| 27 de Janeiro de 2010   | Washington, D.C. | Estados Unidos   | DAR Constitution Hall                                  |
| 30 de Janeiro de 2010   | Boston           | Estados Unidos   | Wang Theatre                                           |
| 1 de Feveiro de 2010    | Upper Darby      | Estados Unidos   | Tower Theater                                          |
| 4 de Fevereiro de 2010  | Montreal         | Canadá           | Bell Centre                                            |
| 6 de Fevereiro de 2010  | Ottawa           | Canadá           | Scotiabank Place                                       |
| 9 de Fevereiro de 2010  | Toronto          | Canadá           | Air Canada Centre                                      |
| 10 de Fevereiro de 2010 | Columbus, OH     | Estados Unidos   | Jerome Schottenstein Center                            |
| 13 de Fevereiro de 2010 | Chicago          | Estados Unidos   | Chicago Theatre                                        |
| 14 de Fevereiro de 2010 | Chicago          | Estados Unidos   | Chicago Theatre                                        |
| 17 de Fevereiro de 2010 | Houston          | Estados Unidos   | Verizon Wireless Theater                               |
| 18 de Fevereiro de 2010 | Dallas           | Estados Unidos   | Nokia Theatre at Grand Prairie                         |
| 20 de Fevereiro de 2010 | Phoenix          | Estados Unidos   | Dodge Theater                                          |
| 23 de Fevereiro de 2010 | Los Angeles      | Estados Unidos   | Gibson Amphitheatre                                    |
| 24 de Fevereiro de 2010 | Los Angeles      | Estados Unidos   | Gibson Amphitheatre                                    |
| 26 de Fevereiro de 2010 | Oakland          | Estados Unidos   | Oracle Arena                                           |
| 27 de Fevereiro de 2010 | Las Vegas        | Estados Unidos   | The Colosseum at Caesars Palace                        |
| África                  |                  |                  |                                                        |
| May 17, 2010            | Giza Necropolis  | Egito            | Píramedes                                              |
| América do Sul          |                  |                  |                                                        |
| 21 de Agosto de 2010    | Barretos         | Brasil           | Festa do Peão de Boiadeiro                             |
| Ásia                    |                  |                  |                                                        |
| 26 de Setembro de 2010  | Singapura        | Singapura        | LG Live at 2010 Formula 1 Singtel Singapore Grand Prix |

O concerto no dia 16 de Fevereiro de 2010 no Northrop Auditorium em Minneapolis foi cancelado, por falta de promoter no evento.

## Arrecadação e lotação
| Local                                                  | Cidade          | Ingressos Vendidos/ Disponíveis | Total Arrecadado |
| ------------------------------------------------------ | --------------- | ------------------------------- | ---------------- |
| Madison Square Garden                                  | New York City   | 11,825 / 11,831 (99.9%)         | $2,224,734       |
| Fox Theatre                                            | Atlanta         | 2,833 / 3,719 (76.2%)           | $305,940         |
| Fox Theatre                                            | Detroit         | 3,828 / 4,842 (76.8%)           | $284,642         |
| Hard Rock Live                                         | Hollywood       | 5,770 / 5,770 (100%)            | $527,640         |
| DAR Construction Hall                                  | Washington D.C. | 2,430 / 3,166 (76.8%)           | $216,247         |
| Tower Theatre                                          | Upper Darby     | 2,895 / 3,116 (89.9%)           | $216,675         |
| Bell Centre                                            | Montreal        | 5,806 / 5,806 (100%)            | $400,275         |
| Scotiabank Place                                       | Ottawa          | 4,443 / 4,500 (98.9%)           | $210,220         |
| Air Canada Centre                                      | Toronto         | 7,850 / 8,000 (96.9%)           | $658,074         |
| Chicago Theatre                                        | Chicago         | 7,034 / 7,034 (100%)            | $726,591         |
| Verizon Wireless Theatre                               | Houston         | 4,505 / 4,505 (100%)            | $247,668         |
| NOKIA Theatre                                          | Dallas          | 5,857 / 6,301 (90%)             | $347,544         |
| Dodge Theater                                          | Phoenix         | 6,860 / 6,860 (100%)            | $319,355         |
| Gibson Amphitheatre                                    | Los Angeles     | 10,941 / 11,882 (90.4%)         | $2,107,515       |
| Oracle Arena                                           | Oakland         | 7,692 / 7,788 (99%)             | $702,953         |
| The Colosseum at Caesars Palace                        | Las Vegas       | 5,053 / 5,053 (100%)            | $552,188         |
| Festa do Peão de Boiadeiro                             | Barretos        | 50,000 / 50,000 (100%)          |                  |
| LG Live at 2010 Formula 1 Singtel Singapore Grand Prix | Singapore       | 50,000 / 50,000 (100%)          |                  |
| TOTAL                                                  | TOTAL           | 198,167 / 205,627 (97.8%)       | $10,781,214+     |

A turnê arrecadou $8.100.000 em sua pequena estadia nos Estados Unidos.
Média por cidade: $539,283     Média do ingresso: $100.82

## Recepção
A recepção da crítica geralmente foram positivas, muitos dos críticos admiraram os vocais da cantora ao vivo.  A escolha das músicas e principalmente o mix de "Love Hangover"/"Heartbreaker", sua performance de "We Belong Together" e "Hero" foram bastante elogiadas.